# Xenisthmidae
Die Xenisthmidae (Gr.: xenos = seltsam, selten; isthmia, -on = Nacken, Hals) sind eine Familie mariner grundelartiger Fische, die im Indopazifik vorkommt. 

## Merkmale
Es sind sehr kleine, nur 1,95 bis 3 cm lang werdende Fische, die einen langgestreckten Körper und ein oberständiges Maul haben. Der äußere Rand der Unterlippenunterseite steht frei. Die Fische haben sechs Branchiostegalstrahlen. Eine Erhebung der Prämaxillare ist nur rudimentär vorhanden oder fehlt gänzlich.

## Systematik
Die Familie wurde 1973 durch den britischen Ichthyologen Peter James Miller eingeführt. 2009 fand die US-amerikanische Ichthyologin Christine E. Thacker, dass die Xenisthmidae Teil der Schläfergrundeln (Eleotridae) sind. 2023 ermittelten Tacker und ihre Mitarbeiter wieder eine monophyletische Gruppe Xenisthmidae als Schwestergruppe der Butidae.

## Gattungen und Arten
Zu den Xenisthmidae werden vierzehn Arten in sechs Gattungen gezählt:
- Gattung Allomicrodesmus
  - Allomicrodesmus dorotheae Schultz, 1966
- Gymnoxenisthmus
  - Gymnoxenisthmus tigrellus Gill, Bogorodsky & Mal, 2014
- Gattung Paraxenisthmus
  - Paraxenisthmus cerberusi Winterbottom & Gill, 2006
  - Paraxenisthmus springeri Gill & Hoese, 1993
- Gattung Rotuma
  - Rotuma lewisi Springer, 1988
- Gattung Tyson
  - Tyson belos Springer, 1983
- Gattung Xenisthmus
  - Xenisthmus africanus Smith, 1958
  - Xenisthmus balius Gill & Randall, 1994
  - Xenisthmus chapmani (Schultz, 1966)
  - Xenisthmus chi (Gill & Hoese, 2004
  - Xenisthmus clarus Jordan & Seale, 1906)
  - Xenisthmus eirospilus Gill & Hoese, 2004
  - Xenisthmus polyzonatus (Klunzinger, 1871)
  - Xenisthmus semicinctus Gill & Hoese, 2004